# Gimme Fiction
Gimme Fiction è il quinto album in studio del gruppo indie rock statunitense Spoon, pubblicato nel 2005.

## Tracce
Testi e musiche di Britt Daniel.
1. The Beast and Dragon, Adored – 4:18
2. The Two Sides of Monsieur Valentine – 2:58
3. I Turn My Camera On – 3:32
4. My Mathematical Mind – 5:02
5. The Delicate Place – 3:42
6. Sister Jack – 3:35
7. I Summon You – 3:55
8. The Infinite Pet – 3:56
9. Was It You? – 5:02
10. They Never Got You – 4:59
11. Merchants of Soul – 2:49

Tracce bonus
1. Carryout Kids – 2:49
2. You Was It – 3:59
3. I Summon You (Demo) – 3:58
4. Sister Jack (Piano Demo) – 1:43